# クロッカーウミヘビ
クロッカーウミヘビ（学名：Laticauda crockeri）は、コブラ科エラブウミヘビ属に分類されるヘビ。

## 分布
ソロモン諸島（レンネル島テンガノ湖）固有種

## 形態
頭胴長45-80cm。頭部は長方形。吻端を覆う鱗（吻端板）は1枚で、左右の鼻孔が開口する鱗（鼻板）は接しない。額前方を覆う鱗（前額板）は2枚。胴体中央部の斜めに列になった背面の鱗の数（体列鱗数）は19か21。腹面を覆う鱗の数（腹板数）は193-210。体色は暗褐色で、黒く太い27-41本の横帯が入るが全身が黒い個体もいる。
オスの総排出口から後部の鱗の数（尾下板数）は34-39。メスの尾下板数は24-30。

### 毒
神経毒を持つ。

## 生態
汽水湖に生息し、岩場を好む。
食性は動物食で、ハゼのみを食べる。

## 人間との関係
分布が極めて限定的でハゼ1種のみを食べることから、環境の変化による絶滅が懸念されている。